# Sea-to-Sky Corridor
Der Sea-to-Sky Corridor, oft als the Corridor oder Sea to Sky Country bezeichnet, ist eine Region in der kanadischen Provinz British Columbia, die sich von Horseshoe Bay über Whistler bis ins Pemberton Valley erstreckt; gelegentlich werden auch Gebiete jenseits dessen dazugezählt und die Gemeinden Birken und D’Arcy einbezogen. Von Whistler an aufwärts überschneidet sich die Region mit dem älteren und eher historischen Lillooet Country, von dem Squamish in dessen Zentrum einst die südwärts gerichtete Erweiterung der Eisenbahnanbindung aus dem Inland über Lillooet darstellte; der Rest der Region war aus dem Lower Mainland nur über das Meer zugänglich. Der größte Teil der Region gehört zum Squamish-Lillooet Regional District, aber südlich von Britannia Beach gehört auch ein kleiner Teil des Greater Vancouver Regional District dazu.
|  |  |
|  |  |

## Name
Die Bezeichnung „Corridor“ bezieht sich auf die Aufreihung der Städte der Region entlang des Highway 99, der auch als Sea to Sky Highway bezeichnet wird und die drei Hauptzentren der Region – Squamish, Whistler und Pemberton – miteinander verbindet. Außer der Gewinnung von Rohstoffen gibt es wenige wirtschaftliche Aktivitäten abseits der unmittelbaren Umgebung des Highways und der an ihm gelegenen Städte, sodass der lineare Charakter der Region noch betont wird. Wie mit dem nördlich des Cheakamus Canyon gelegenen historischen Lillooet Country überschneidet sich die Region in ihrem südlichen Teil mit Greater Vancouver und auch mit einer mehr oder weniger zusammengehörigen Region rund um den Howe Sound, während die Inseln an der Westküste zu den Gulf Islands und zur Sunshine Coast gerechnet werden.

## Ortschaften
Im Sea to Sky Country können leicht drei Unterregionen unterschieden werden. Von Süden nach Norden sind dies:

### Howe Sound-Squamish
- Lions Bay
- Furry Creek
- Britannia Beach
- Darrell Bay (a.k.a. Shannon Bay)
- Stawamus
- Valleycliffe
- Squamish
- Brackendale
- Chiyakmesh
- Cheekye
- Paradise Valley

### Cheakamus-Whistler
- Garibaldi (verlassen/abgerissen)
- Pinecrest Estates
- Black Tusk Estates
- Whistler

  - Function Junction
  - Whistler Southside („Gondola“)
  - Alta Lake
  - Whistler Village
  - White Gold-Nesters
  - Mons
  - Alpine Meadows
  - Emerald Estates

### Pemberton Valley
- Pemberton
- Pemberton Meadows
- Mount Currie
  - Xitolacw
  - Owl Creek

#### Birkenhead-Gates Valley
Die Bezeichnung Sea to Sky Highway endet am Mount Currie, obwohl der Highway 99 weiter nach Norden über den Cayoosh Pass nach Lillooet führt. Orte jenseits von Mount Currie-Lillooet Lake entlang der Eisenbahnstrecke und der aus der Pionier-Zeit stammenden Douglas Road werden normalerweise nicht zum Corridor gerechnet, doch manchmal schon, selbst wenn sie nicht am Sea to Sky Highway liegen. Zu dieser vierten Unterregion gehören das untere Tal des Birkenhead River und das Birken Valley sowie das Gates Valley bis hin zum Anderson Lake. Sozial und wirtschaftlich ist dieses Gebiet Teil der Unterregion Pemberton oder ergänzt sie, obwohl sie nicht im Pemberton Valley liegen:
- „No. 10 Downing Street“
- Birken-Gates Valley
- Devine
- D’Arcy (Nequatque)

## Parks

### Provincial Parks
- Murrin Provincial Park
- Stawamus Chief Provincial Park
- Alice Lake Provincial Park
- Garibaldi Provincial Park
- Shannon Falls Provincial Park
- Brandywine Falls Provincial Park
- Callaghan Lake Provincial Park
- Nairn Falls Provincial Park
- Birkenhead Lake Provincial Park
- Joffre Lakes Provincial Park

### Regional Parks
- Cat Lake Regional Park
- Brohm Lake Regional Park

### Kommunale Parks
- Lost Lake Park, Whistler
- Rainbow Lodge, Whistler
- One Mile Lake, Pemberton